# Лже-Христос
В истории известен ряд лиц, выдававших себя за Иисуса Христа.
В христианстве лже-Христо́с (др.-греч. ψευδόχριστος, мн. ч. лжехристы́, ложные христы) — человек, выдающий себя за Мессию (лжемессия) — Иисуса Христа.
Согласно Евангелию, Иисус предсказывал, что многие после него явятся, выдавая себя за Христа или Мессию, то есть Помазанника, и прельстят многих (Мф. 24:23–26):
Тогда, если кто скажет вам: вот, здесь Христос, или там, — не верьте. Ибо восстанут лжехристы и лжепророки, и дадут великие знамения и чудеса, чтобы прельстить, если возможно, и избранных. Вот, Я наперед сказал вам. Итак, если скажут вам: «вот, Он в пустыне», — не выходи́те; «вот, Он в потаенных комнатах», — не верьте.
В современности людей, считающих себя мессиями и помазанниками божьими, относят к психически больным. Также часть людей, выдающих себя за Христа, являются мошенниками.
Во главе каждой общины хлыстов стоит «кормчий», называемый также богом и Христом.

## Люди, назвавшие себя Христом

### Средние века
В 1174 году в Персии объявил себя Христом Давид Алмессер, утверждавший, что может сделаться невидимым. Вскоре он был убит.

### Новое время

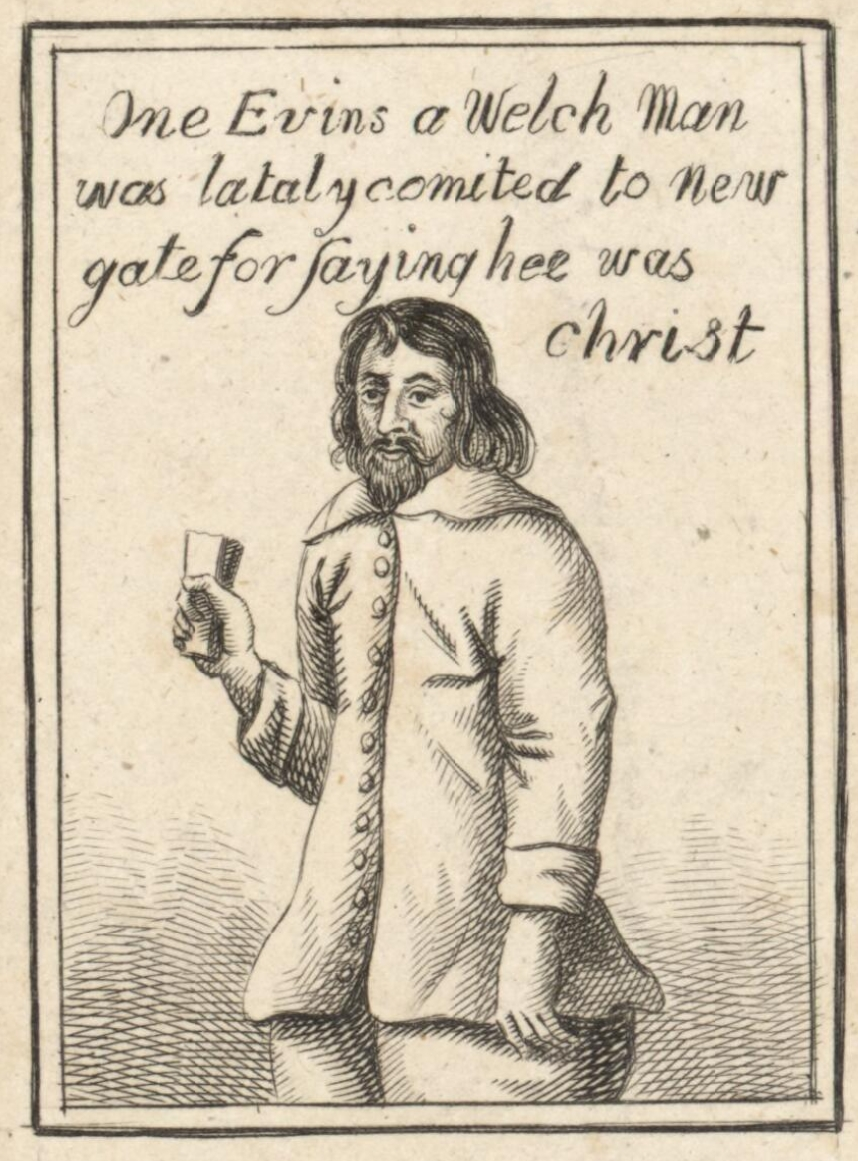
Эванс, Арайз

- Рис Эванс[англ.] (1607 — ок. 1660), позже переименовал себя в «Арайс Эванс» — валлийский пророк, который отправился в Лондон, чтобы распространять свои предчувствия. Он был арестован и заключен в тюрьму Ньюгейт около 1650 года за то, что выдавал себя за Христа[3][4].
- Анна Ли
- Кондратий Селиванов
- Джон Николс Том[англ.] (1799—1838), утверждал, что был «спасителем мира» и перевоплощения Иисуса Христа. Был убит британскими солдатами в сражении у Боссенденского леса[англ.], 31 мая 1838 в Кенте, Англия[5].
- Мирза Гулам Ахмад (1835—1908) — индийский мусульманин, утверждал, что был ожидаемым махди и Вторым пришествием Христа в конце времени. Согласно своему учению доказывал что был Иисусом в метафорическом смысле; в характере. Он основал Движение Ахмадия в 1889, предполагая что это омоложение Ислама, и утверждал, что был уполномочен Богом для преобразования человечества[6].
- Оленичев Василий, один из предводителей знаменитой секты «охтинской богородицы» Дарьи Смирновой[7], называвший себя «Христом»[8].
- Уильям В. Дэвис[англ.] (1833—1906), учил своих последователей, что был архангел Михаилом, и ранее жил как библейский Адам, Авраам, и пророк Давид. Когда его сын Артур родился 11 февраля 1868, Дэвис объявил его перевоплощенным Иисусом Христом. Второго сына Давида, 1869 г.р., Дэвис объявил Богом Отцом[9].
- Поттер, Арнольд[англ.] (1804—1872), утверждал, что дух Иисуса Христа вступил в его тело, и он стал «Поттер Христос» Сын живого Бога. Погиб в попытке «подняться в небеса», спрыгнув с утёса. Его тело было позже восстановлено и похоронено его последователями.
- Джонс Вери[англ.].
- Бахаулла.

### XX век

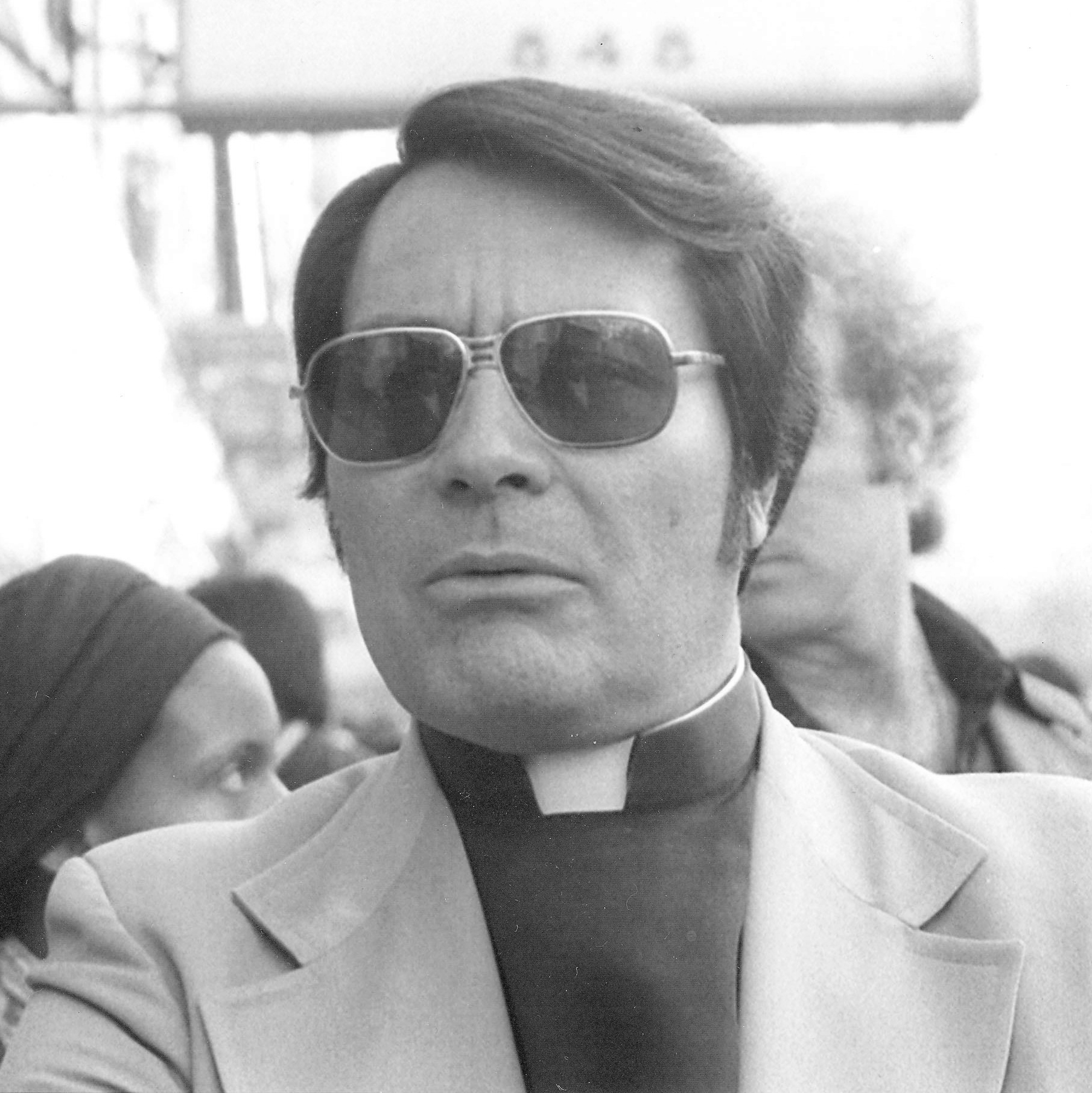
Джим Джонс

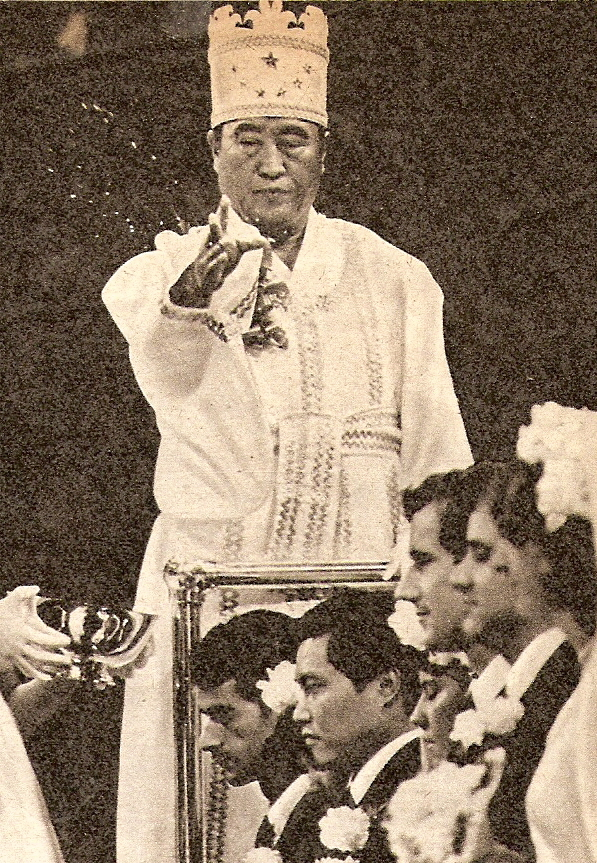
Преподобный Мун Сон Мён

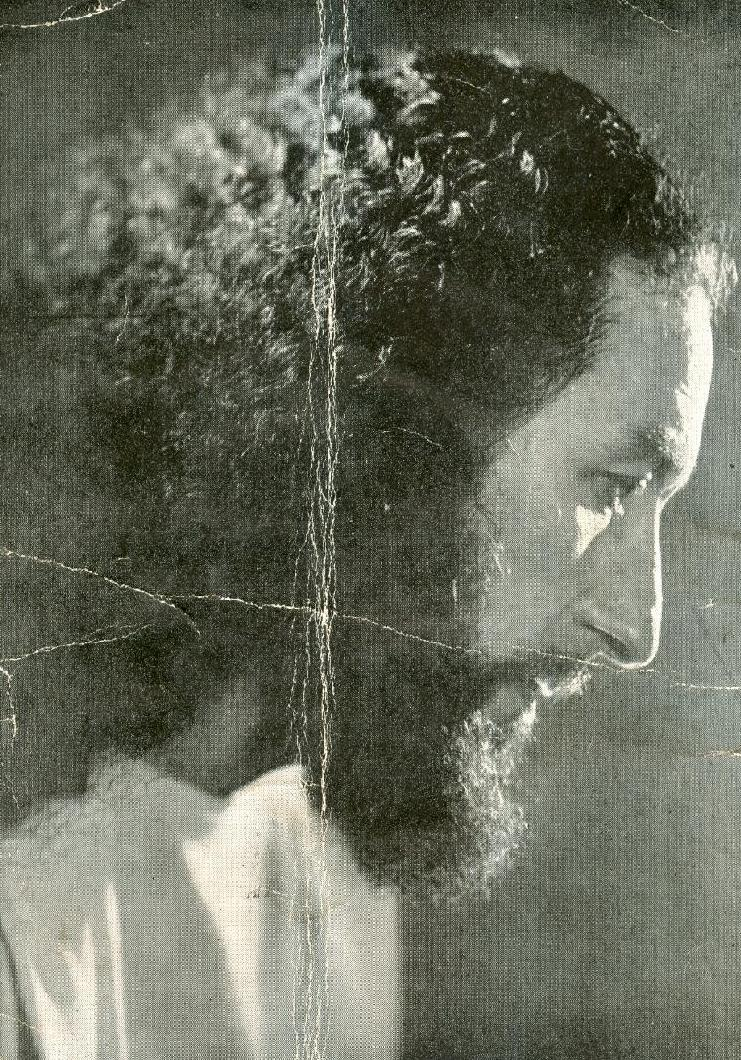
Пенкович Френсис (Кришна Вента)

- Джон Хью Смит-Пигот, один из поздних лидеров агапемонитов.
- Лу де Паленгбоер[англ.], основатель и руководитель нового религиозного движения в Нидерландах.
- Агджа, Мехмет Али, стрелявший в папу римского Иоанна Павла II, объявил себя Христом[10].
- Ариффин Мохаммед[англ.] (1943—2016), основатель запрещенной в Малайзии секты «Царство Небесное». Утверждал, что имеет прямой контакт с небесами и, как полагают его последователи, является воплощением Иисуса, так же Шивы, Будды, и Мухаммеда.
- Бент Уэйн[англ.] (1941 г.р.), также известный как Майкл Трэвессер, лидер секты «Бог — Наша церковь Справедливость». Утверждал, что он — воплощение Бога, призванный объединить человечество. 15 декабря 2008 был обвинен в сексуальном домогательстве[11],
- Грабовой, Григорий Петрович объявил себя новым воплощением Христа, способным воскрешать умерших людей[12], был осуждён за мошенничество.
- Джим Джонс (1931—1978), основатель секты Храм Народов, которая начиналась как ответвление господствующей протестантской церкви. Утверждал, что был перевоплощением Иисуса, Эхнатона, Будды, Владимира Ленина, и Бога-Отца[13]. Организовал массовое самоубийство в Джонстауне, Гайане 18 ноября 1978.
- Дэвид Кореш — основатель секты «Ветвь Давидова», считал себя последним пророком, сыном Бога, Агнцем.
- Чарльз Мэнсон.
- Инри Кристу[укр.], бразильский мошенник[14], основатель секты «Верховный Вселенский Орден Святой Троицы»[15].
- Мицуо Матаёси[англ.] (1944—2018), японский консервативный политический деятель, в 1997 основывал Мировую Партию Экономического сообщества, основанную на его суждении, что он — Бог и Христос, взяв новое имя Иисус Матаёси. Согласно его программе он сделает Страшный суд как Христос, но в пределах текущей политической системы[16].
- Хосе Луис де Иисус Миранда[англ.], пуэрто-риканский проповедник, сперва объявил себя Христом, позднее стал называть себя антихристом[17].
- Мун Сон Мён (1920—2012) — глава южнокорейской секты Церковь Объединения, считал себя Вторым пришествием и исполнителем незаконченной миссии Иисуса Христа.
- Маршал Апплеуайт (1931—1997), американец, который заявил, «Я, Иисус — Сын Бога». Погиб в результате массового самоубийства 26 марта 1997, скрываясь от воображаемого космического корабля[18].
- Эрнст Норман[англ.] (1904—1971) — американский инженер-электрик, считал себя Иисусом в прошлой жизни, и земным воплощением архангела Рафаила. Считал также себя реинкарнацией Конфуция, Моны Лизы, Бенджамина Франклина, Сократа, Королевы Елизаветы I, и российского царя Петра I[19].
- Пенкович Френсис Херман[англ.] (1911—1958) основал секту WKFL (Мудрость, Знание, Вера и Любовь) «Источник Мира» в Сими-Валли, Калифорния в конце 1940-х. В 1948 заявил, что был Христом, и теперь он новый мессия Кришна Вента, который приведет колонну ракет к Земле с потухшей планеты Неофрат. По утверждению своих последователей Кришна Вента не имел пупа. 10 декабря 1958 Кришна Вента был взорван своими учениками на главной квартире секты, где он скрывался от раздраженных бывших последователей, обвинявших его в распутстве[20].
- Томас Харрисон Провензано[англ.] (1949—2000), американский осуждённый убийца. Считал себя Иисусом Христом[21].
- Рукс, Джордж Эрнст (1903—1981), названный «Христом Монфаве» или «Джорджес Христос»[22], основатель секты «Универсальная христианская церковь» (теперь называется Универсальный Союз) во Франции, утверждал, что был Иисусом. Он представлял себя как преследуемого пророка, чтобы выполнить закон любви, невыполненной представителями Бога[23],
- Сёко Асахара — основатель секты «Аум Сенрикё», считал себя воплощением Христа, Агнцем Божьим, берущим на себя грехи мира[24].
- Тороп, Сергей Анатольевич — (основатель и глава секты «Церковь Последнего Завета») в 1991 году объявил себя Виссарионом Христом — вторично пришедшим в мир во плоти.
- Тот, Ласло (1938—2012) — вандал, австралиец венгерского происхождения, который утверждал, что был Иисусом Христом[25][26].
- Фукунага Хоген[англ.], основатель секты «Культ чтения ноги». Взял новое имя Хо-но Хана. Согласно своему признанию, в 1987 после у него было духовное пробуждение, и открылась память прошлого, что он был перевоплощением Иисуса Христа и Будды[27].
- Хон Ан Сён[англ.] (1918—1985), житель Южной Кореи, с 1964 г. основатель секты «Мировая Общественная Церковь Миссии Бога», считал себя Вторым пришествием Христа. Согласно учению его секты, жена Хона — Зен Джил-Джа — это Бог-Мать, о которой в Библии упомянуто как Мать Нового Иерусалима[28], а сам Хон — это Бог Отец[29].
- Цвигун, Марина Викторовна — объявила себя Марией Дэви Христом в конце 1980-х годов.
- Яхве Бен Яхве[англ.] (1935—2007), родившийся как Хулон Митчелл, негритянский активист и сепаратист, который создал Страну Яхве в 1979 в Городе Свободы, Флорида. Его самозванное имя означает «Бог, Сын Бога»[30]. В 1992, он был признан виновным в заговоре, и приговорен к 18 годам тюремного заключения[31].
- Ян Сянбинь из провинции Шаньси[32] (род. 1973). Провалившись на вступительных экзаменах, стала душевнобольной и начала писать религиозные статьи, называя их «словами Бога». «Бог Всемогущий» — китайская секта, обладающая сравнительно продолжительной историей бунтов и нарушений общественного порядка[32]. Указанная секта называет «Епископом» духовного лидера Чжао Вэйшаня, объявившего свою жену Ян Сянбинь третьим пришествием Иисуса Христа[33].
- Три Христа Ипсиланти
- Тони Квинн[англ.]
- Джи-Джи Аллин.

## Мессианство в психиатрии
В настоящее время в психиатрии, людей называющих себя мессиями и не являющихся шарлатанами, относят к душевнобольным людям, страдающим психотическим расстройством с так называемым «мессианским бредом» (также называемым альтруистическим бредом), либо «комплексом мессии», «иерусалимским синдромом», возникающим у туристов или паломников, находящихся в Иерусалиме. Мессианский бред возникает при непрерывно-прогредиентной параноидной шизофрении, приступообразно-прогредиентной параноидной шизофрении, острых полиморфных психотических расстройствах с симптомами шизофрении, а также при психотической мании и при шизоаффективном расстройстве.